# アメリカワニ
アメリカワニ（亜米利加鰐、Crocodylus acutus）はクロコダイル属に分類されるワニの一種。

## 分布
アメリカ合衆国（フロリダ州南部）、エルサルバドル、キューバ、グアテマラ、コスタリカ、コロンビア北部から西部、ジャマイカ、ドミニカ共和国、ニカラグア、ハイチ、パナマ、ベネズエラ北部、ベリーズ、ペルー、ホンジュラス、メキシコ南部から西部

## 形態
最大全長6.5m。口吻は細長く、基部の1.75-2.5倍。口吻の基部は瘤状に盛りあがる。頚部に並ぶ鱗（頸鱗板）は4枚で、背鱗板とは離れている。背面に並ぶ大型の鱗（背鱗板）は2-4列に不規則に並び、鱗板が発達し突起状になる。体色は青みがかった灰褐色で、黒褐色の横縞が入る。
虹彩は青緑色。

## 生態
汽水域や海岸、河川の下流域、湖沼などに生息する。
食性は動物食で、魚類、爬虫類、鳥類、小型哺乳類、甲殻類などを食べる。稀に家畜や人間を襲うこともある。
繁殖形態は卵生。水辺の地面に穴を掘ったり、土や砂を積み上げた塚状の巣を作り1回に20-60個の卵を産む。卵は3か月で孵化する。

## 人間との関係
「カイマン」は本来はカリブ海の原住民が本種に対して用いた呼称だったとされる。またケイマン諸島は本種が多く生息していたことが名前の由来とする説がある。
人を襲うと思われがちだが、性質は臆病で、人を見ると逃げてしまうことのほうが圧倒的に多い。
皮は革製品として利用される。
開発による生息地の破壊や皮目的の乱獲、害獣としての駆除などにより生息数が激減している。そのため生息地では法的に保護の対象とされていることもある。一方でキューバでは本種とキューバワニを同所に囲いを設けて保護した結果、交雑し遺伝子汚染を引き起こすという問題も発生している。